# Felisberto de Deus
Felisberto de Deus (sinh ngày 6 tháng 7 năm 1999) là một vận động viên điền kinh người Đông Timor.
Anh được chọn tham dự nội dung 1500m nam tại Thế vận hội Mùa hè 2020 và vinh dự trở thành người cầm cờ cho đoàn thể thao nước này tại lễ khai mạc cùng với vận động viên bơi lội Imelda Felicita Ximenes Belo.

## Sự nghiệp
Anh bắt đầu luyện tập điền kinh vào năm 2011 và thi đấu quốc tế từ năm 2016, khi đạt thành tích 12:00.83 tại nội dung 3000m vượt chướng ngại vật của Giải vô địch trẻ châu Á tổ chức ở Thành phố Hồ Chí Minh, xếp thứ 7. Năm 2017, anh tham dự Giải vô địch châu Á ở Bhubaneswar và xếp thứ 9 ở nội dung 3000m vượt chướng ngại vật với thời gian 9:48.10.
Tại Đại hội Thể thao châu Á 2018, anh về thứ mười hai ở cả hai cự ly 5000m và 3000m; đồng thời thiết lập kỷ lục quốc gia mới 9:14.07 ở nội dung 3000m. Năm 2019, anh tiếp tục thiết lập kỷ lục quốc gia mới ở cự ly 10.000m với thành tích 30:52.52 (vị trí thứ năm) tại Đại hội Thể thao Đông Nam Á, và về thứ tư ở cự ly 5.000m trong thời gian 14:35,57.
Anh đã giúp cho đoàn thể thao của Đông Timor giành hai huy chương bạc môn điền kinh tại Đại hội Thể thao Đông Nam Á 2021, với hai nội dung 5000m và 10.000m.

## Thành tích tốt nhất
- 1500m: 3:51.03, 3 tháng 8 năm 2021 tại Tokyo (kỷ lục quốc gia)
- 5000m: 14:35.57, 9 tháng 12 năm 2019 tại Capas (kỷ lục quốc gia)
- 10.000m: 30:52.52, 7 tháng 12 năm 2019 tại Capas (kỷ lục quốc gia)
- Vượt chướng ngại vật 3000m: 9:14.07, 27 tháng 8 năm 2018 tại Jakarta (kỷ lục quốc gia)